# Käthe Dorsch

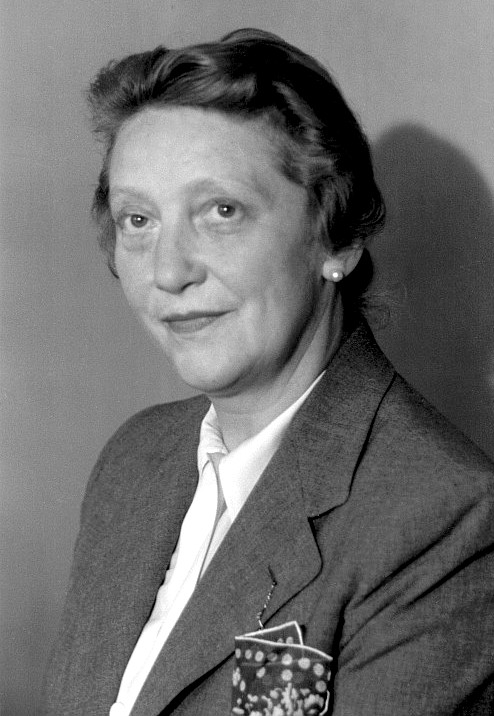
Käthe Dorsch, 1946.

Käthe Dorsch, född 29 december 1890 i Neumarkt in der Oberpfalz, Kejsardömet Tyskland, död 25 december 1957 i Wien, Österrike, var en tysk skådespelare främst verksam inom teater, men även film. Hon var under en tid gift med skådespelaren Harry Liedtke.